# Gunzburgo
Gunzburgo (em alemão: Günzburg) é uma cidade da Alemanha, capital do distrito homónimo criado em 1972 através da reunião da cidade, do antigo distrito de Gunzburgo e do distrito de Krumbach. A cidade é localizada na região administrativa de Suábia, no estado de Baviera.

## História

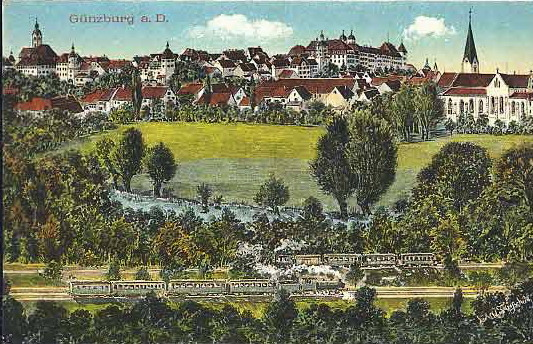
Cartão postal de 1918

Foi fundada pelos romanos no ano de 70 d.C. com o nome Gúncia (Guntia ou Gontia), que deriva de uma deusa celta da lua (Góntia). Em seu início ela consistia de um forte, um assentamento de pequena população civil e de uma ponte sobre o rio Danúbio. Quando os romanos se retiraram da região no século V, o povo germânico dos Alamanos se estabeleceu ali; no ano 700, o mapa conhecido como Cartógrafo de Ravena a menciona como possuindo um dos cinco mais importantes castelos da Alemanha, o de Ricinis, em suas vizinhanças; em 1065 aparece a primeira documentação escrita que a liga ao nome de Gunceburch.
Em 1301, a cidade passou a fazer parte da Casa de Habsburgo e foi transformada no centro da Marca de Burgau. Em 1806, tornou-se uma cidade da Baviera. Em 1942, a cidade também acompanhou o voo inaugural do primeiro avião a jato construído no mundo, o Messerschmitt Me 262.
Gunzburgo é a cidade natal de José Mengele, o famoso médico nazista apelidado de "Anjo da Morte". A família Mengele sempre foi um clã influente em Gunzburgo, possuindo diversas posses e renomes, com ruas em sua homenagem (como a rua Karl-Mengele ou Rua Carlos Mengele e empresas como a Karl Mengele & Sons, de posse do pai de José). Anos depois, após a queda do regime nazista, José fugiu para a cidade, se refugiando lá por algum tempo antes de fugir para cidades próximas, e então, para a America Do Sul.

## Pontos turísticos

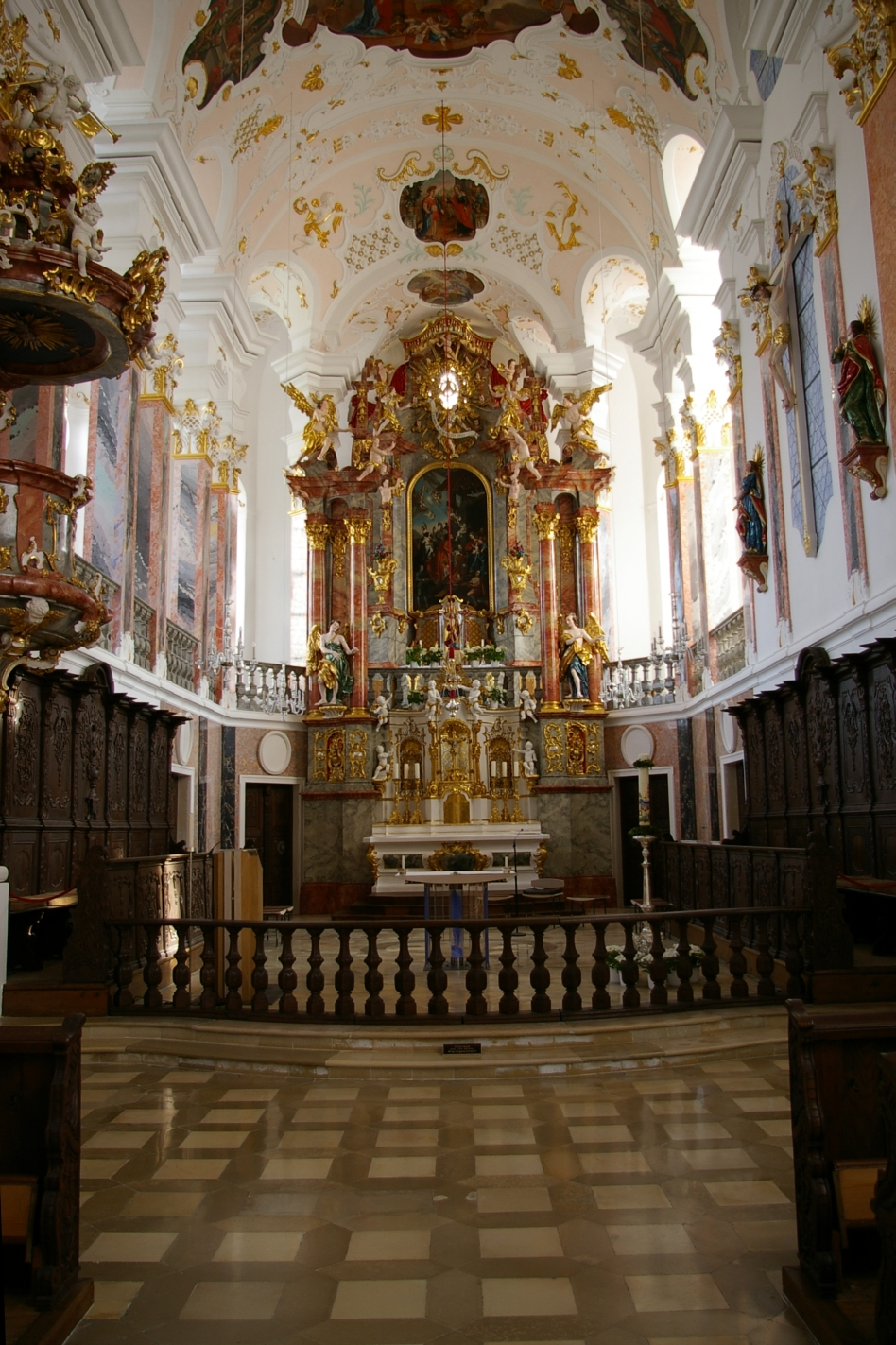
Altar da Frauenkriche

As atrações de Gunzburgo incluem a Igreja de Nossa Senhora  (Frauenkirche, em alemão, nome dado a diversas igrejas alemãs), o Castelo do Marquês, único castelo Habsburgo construído na Alemanha, o forte Schloss Reisensburge e um quase intacto centro histórico da época medieval.